# Рондель (поезія)
Ронде́ль (фр. rondelle — щось кругле, від лат. rotundus — круглий) — давньофранцузька віршова форма, яка набула поширення в новочасних європейських літературах; вірш з тринадцяти рядків, де обов'язкові римовані повтори з двох наскрізних рим.
Він складається із трьох строф (перша і друга — чотиривірші, третя — п'ятивірш). Українські поети зверталися до ронделя досить епізодично (П. Тичина), але деякі автори видавали збірки, в основі яких була ця складна віршова форма. Микола Боровко опублікував збірку «Ронделі» (К., 1994):
|  | Мою любов, немов Христа, ………а Добробажальцями розп'ято. ……..б Хто в друзі пхавсь, той винувато .....б Мов пес, підібгує хвоста. ….а А сіть обмов, важка й густа, а Розставлена уміло катом… ………б Мою любов, немов Христа, ………а Добробажальцями розп'ято. ………б Та крил натхнення — не дістать: ..б Вони увись підносять свято, ……..а Хоч їх і стріляно, і клято. …..а Цілують праведні вуста ……б Мою любов, немов Христа. ………..б |

2005 року збірку сучасних ронделів «На Майдані надії» видав Йосип Осецький.